# Liste der Fußball-Torschützenkönige (Kroatien)

Logo der nach einem Sponsor derzeit als T-Com Prva HNL bezeichneten Liga

Die Liste der Fußball-Torschützenkönige der 1. HNL führt alle Torschützenkönige der Liga seit deren Gründung zur Spielzeit 1992 nach der Unabhängigkeit Kroatiens 1991 auf. Torschützenkönig wird derjenige Spieler, der im Verlauf einer Spielzeit die meisten Tore erzielt.
In 33 Spielzeiten wurden bisher 28 verschiedene Spieler Torschützenkönig der höchsten Spielklasse, acht Spieler ergatterten den Titel zweifach. Nachdem dies Goran Vlaović 1993 und 1994 als erstem Spieler gelungen war, folgten Igor Cvitanović, Tomo Šokota, Ivica Olić, Robert Špehar, Mijo Caktaš, Marko Livaja und Ramón Miérez seinem Beispiel. Rekordtorschütze innerhalb einer Spielzeit ist Eduardo, der in der Saison 2006/07 34 Saisontore erzielte. Erster ausländischer Torschützenkönig war in der Spielzeit 2007/08 Želimir Terkeš aus Bosnien und Herzegowina, der als Stürmer von NK Zadar 21 Saisontore erzielte.
Da sowohl der Modus, in dem die kroatische Meisterschaft ausgespielt wird, als auch die Anzahl der in der 1. HNL spielenden Mannschaften im Laufe der Zeit mehrfach variiert wurden, lassen sich die Anzahl der Tore und die durchschnittliche Anzahl an Toren pro Spiel zwischen den einzelnen Spielzeiten nur eingeschränkt vergleichen.
In der Auftaktsaison 1992 spielten 12 Mannschaften in Hin- und Rückspiel um den Titel, so dass jeder Verein 22 Saisonspiele bestritt. Anschließend wurde die Anzahl aufgestockt – zunächst auf 16 im folgenden Jahr auf 18 Mannschaften – und im gleichen Modus weitergespielt, so dass 30 respektive 34 Spieltage absolviert wurden. 1994 reduzierte der Verband jedoch die Anzahl wieder auf 16 Mannschaften und im folgenden Jahr auf zwölf Vereine, wobei zusätzlich der Modus abgeändert wurde. Zunächst spielten die zwölf Klubs in Hin- und Rückrunde jeweils einmal gegeneinander, anschließend teilte sich die Liga in zwei Gruppen, wobei die ersten fünf Mannschaften der regulären Spielzeit um die Meisterschaft und die letzten sieben Mannschaften gegen den Abstieg spielten. Nachdem für ein Jahr zur vorherigen Spielweise zurückgekehrt worden war, etablierte sich bis 2006 der Modus mit regulärer Spielzeit und finaler Serie, wobei nun die Aufteilung jeweils sechs Mannschaften umfasste. Dabei gab es zwei Spielzeiten, in denen abgewichen wurde. Einerseits in der Spielzeit 1999/2000, als die zwölf Mannschaften jeweils drei Partien gegeneinander austrugen und somit jeweils insgesamt 33 Spiele zu absolvieren hatten. Andererseits in der Spielzeit 2001/02, als erneut 16 Mannschaften in Hin- und Rückrunde die Meisterschaft ausspielten. 2006 bis 2009 ließ der Verband erneut in drei Partien gegeneinander spielen, zur Spielzeit 2009/10 kehrte man erneut zur Regelung mit 16 Mannschaften in Hin- und Rückrunde zurück.

## Liste
- Saison: Nennt die Saison, in der der oder die Spieler Torschützenkönig wurde.
- Name: Nennt den Namen des Spielers.
- Nation: Nennt die Nationalität des Torschützenkönigs
- Verein: Nennt den Verein, für den der Spieler in der Saison gespielt hat. Grün markierte Vereine gewannen den kroatischen Meistertitel
- Tore: Nennt die Anzahl der Tore, die der Spieler in der Saison erzielt hat. Die fett markierte Zahl kennzeichnet die höchste Toranzahl, die je erzielt wurde.
- Schnitt: Nennt die durchschnittliche Anzahl an Toren pro Spiel. Die Anzahl der erzielten Tore wird durch die Anzahl der im Saisonverlauf insgesamt zu absolvierenden Spiele geteilt
- Spiele: Anzahl der im Saisonverlauf insgesamt je Verein zu absolvierenden Spiele

| Saison    | Name                                  | Nation                                    | Verein                            | Tore | Schnitt        | Spiele   |
| --------- | ------------------------------------- | ----------------------------------------- | --------------------------------- | ---- | -------------- | -------- |
| 1992      | Adrian Kozniku                        | Kroatien                                  | Hajduk Split                      | 12   | 0,55           | 22       |
| 1992/93   | Goran Vlaović                         | Kroatien                                  | Croatia Zagreb                    | 23   | 0,77           | 30       |
| 1993/94   | Goran Vlaović                         | Kroatien                                  | Croatia Zagreb                    | 29   | 0,85           | 34       |
| 1994/95   | Robert Špehar                         | Kroatien                                  | NK Osijek                         | 23   | 0,77           | 30       |
| 1995/96   | Igor Cvitanović                       | Kroatien                                  | Croatia Zagreb                    | 19   | 0,63           | 30       |
| 1996/97   | Igor Cvitanović                       | Kroatien                                  | Croatia Zagreb                    | 20   | 0,67           | 30       |
| 1997/98   | Mate Baturina                         | Kroatien                                  | NK Zagreb                         | 18   | 0,56           | 32       |
| 1998/99   | Joško Popović                         | Kroatien                                  | HNK Šibenik                       | 21   | 0,66           | 32       |
| 1999/2000 | Tomo Šokota                           | Kroatien                                  | Dinamo Zagreb                     | 20   | 0,61           | 33       |
| 2000/01   | Tomo Šokota                           | Kroatien                                  | Dinamo Zagreb                     | 21   | 0,66           | 32       |
| 2001/02   | Ivica Olić                            | Kroatien                                  | NK Zagreb                         | 21   | 0,70           | 30       |
| 2002/03   | Ivica Olić                            | Kroatien                                  | Dinamo Zagreb                     | 16   | 0,50           | 32       |
| 2003/04   | Robert Špehar                         | Kroatien                                  | NK Osijek                         | 18   | 0,56           | 32       |
| 2004/05   | Tomislav Erceg                        | Kroatien                                  | HNK Rijeka                        | 17   | 0,53           | 32       |
| 2005/06   | Ivan Bošnjak                          | Kroatien                                  | Dinamo Zagreb                     | 22   | 0,69           | 32       |
| 2006/07   | Eduardo                               | Kroatien                                  | Dinamo Zagreb                     | 34   | 1,03           | 33       |
| 2007/08   | Želimir Terkeš                        | Bosnien und Herzegowina                   | NK Zadar                          | 21   | 0,64           | 33       |
| 2008/09   | Mario Mandžukić                       | Kroatien                                  | Dinamo Zagreb                     | 16   | 0,48           | 33       |
| 2009/10   | Davor Vugrinec                        | Kroatien                                  | NK Zagreb                         | 18   | 0,60           | 30       |
| 2010/11   | Ivan Krstanović                       | Bosnien und Herzegowina                   | Dinamo Zagreb                     | 19   | 0,67           | 29       |
| 2011/12   | Fatos Bećiraj                         | Montenegro                                | Dinamo Zagreb                     | 15   | 0,53           | 28       |
| 2012/13   | Leon Benko                            | Kroatien                                  | HNK Rijeka                        | 18   | 0,60           | 30       |
| 2013/14   | Duje Čop                              | Kroatien                                  | Dinamo Zagreb                     | 22   | 0,67           | 33       |
| 2014/15   | Andrej Kramarić                       | Kroatien                                  | HNK Rijeka                        | 21   | 1,17           | 18       |
| 2015/16   | Ilija Nestorovski                     | Nordmazedonien                            | Inter Zaprešić                    | 25   | 0,76           | 33       |
| 2016/17   | Márkó Futács                          | Ungarn                                    | Hajduk Split                      | 18   | 0,69           | 26       |
| 2017/18   | El Arbi Hillel Soudani                | Algerien                                  | Dinamo Zagreb                     | 17   | 0,61           | 28       |
| 2018/19   | Mijo Caktaš                           | Kroatien                                  | Hajduk Split                      | 19   | 0,68           | 28       |
| 2019/20   | Antonio Čolak Mirko Marić Mijo Caktaš | Kroatien Bosnien und Herzegowina Kroatien | HNK Rijeka NK Osijek Hajduk Split | 20   | 0,65 0,57 0,62 | 31 35 32 |
| 2020/21   | Ramón Miérez                          | Argentinien                               | NK Osijek                         | 22   | 0,71           | 31       |
| 2021/22   | Marko Livaja                          | Kroatien                                  | Hajduk Split                      | 28   | 0,82           | 34       |
| 2022/23   | Marko Livaja                          | Kroatien                                  | Hajduk Split                      | 19   | 0,59           | 34       |
| 2023/24   | Ramón Miérez                          | Argentinien                               | NK Osijek                         | 19   | 0,59           | 34       |

## Rangliste

### Spieler
- Platz: Nennt die Platzierung des Spielers innerhalb dieser Rangliste. Diese wird durch die Anzahl der Titel bestimmt. Bei gleicher Anzahl von Titeln wird alphabetisch sortiert.
- Name: Nennt den Namen des Spielers.
- Anzahl: Nennt die Anzahl der errungenen Titel des Torschützenkönigs.
- Jahre: Nennt die Spielzeiten, in denen der Spieler Torschützenkönig wurde.

| Platz | Name                   | Anzahl | Jahre      |
| ----- | ---------------------- | ------ | ---------- |
| 1.    | Mijo Caktaš            | 2      | 2019, 2020 |
|       | Igor Cvitanović        | 2      | 1996, 1997 |
|       | Marko Livaja           | 2      | 2022, 2023 |
|       | Ramón Miérez           | 2      | 2021, 2024 |
|       | Ivica Olić             | 2      | 2002, 2003 |
|       | Tomo Šokota            | 2      | 2000, 2001 |
|       | Robert Špehar          | 2      | 1995, 2004 |
|       | Goran Vlaović          | 2      | 1993, 1994 |
| 9.    | Mate Baturina          | 1      | 1998       |
|       | Fatos Bećiraj          | 1      | 2012       |
|       | Leon Benko             | 1      | 2013       |
|       | Ivan Bošnjak           | 1      | 2006       |
|       | Antonio Čolak          | 1      | 2020       |
|       | Duje Čop               | 1      | 2014       |
|       | Eduardo                | 1      | 2007       |
|       | Tomislav Erceg         | 1      | 2005       |
|       | Márkó Futács           | 1      | 2017       |
|       | El Arbi Hillel Soudani | 1      | 2018       |
|       | Adrian Kozniku         | 1      | 1992       |
|       | Andrej Kramarić        | 1      | 2015       |
|       | Ivan Krstanović        | 1      | 2011       |
|       | Mario Mandžukić        | 1      | 2009       |
|       | Mirko Marić            | 1      | 2020       |
|       | Ilija Nestorovski      | 1      | 2016       |
|       | Joško Popović          | 1      | 1999       |
|       | Želimir Terkeš         | 1      | 2008       |
|       | Davor Vugrinec         | 1      | 2010       |

### Vereine
- Platz: Nennt die Platzierung des Vereins innerhalb dieser Rangliste. Diese wird durch die Anzahl der Titel bestimmt. Bei gleicher Anzahl von Titeln wird alphabetisch sortiert.
- Verein: Nennt den Namen des Vereins.
- Anzahl: Nennt die Anzahl der errungenen Titel.
- Jahre: Nennt die Spielzeit(en), in denen Spieler des Vereins Torschützenkönig wurden.

| Platz | Verein                       | Anzahl | Jahre                                                                              |
| ----- | ---------------------------- | ------ | ---------------------------------------------------------------------------------- |
| 1.    | Croatia Zagreb/Dinamo Zagreb | 14     | 1993, 1994, 1996, 1997, 2000, 2001, 2003, 2006, 2007, 2009, 2011, 2012, 2014, 2018 |
| 2.    | Hajduk Split                 | 6      | 1992, 2017, 2019, 2020, 2022, 2023                                                 |
| 3.    | NK Osijek                    | 5      | 1995, 2004, 2020, 2021, 2024                                                       |
| 4.    | HNK Rijeka                   | 4      | 2005, 2013, 2015, 2020                                                             |
| 5.    | NK Zagreb                    | 3      | 1998, 2002, 2010                                                                   |
| 6.    | HNK Šibenik                  | 1      | 1999                                                                               |
|       | NK Zadar                     | 1      | 2008                                                                               |
|       | Inter Zaprešić               | 1      | 2016                                                                               |

### Nationalität
- Platz: Nennt die Platzierung des Landes innerhalb dieser Rangliste. Diese wird durch die Anzahl der Titel bestimmt. Bei gleicher Anzahl von Titeln wird alphabetisch sortiert.
- Land: Nennt das Land.
- Anzahl: Nennt die Anzahl der errungenen Titel.

| Platz | Land                    | Anzahl |
| ----- | ----------------------- | ------ |
| 1.    | Kroatien                | 26     |
| 2.    | Bosnien und Herzegowina | 3      |
| 3.    | Argentinien             | 2      |
| 4.    | Algerien                | 1      |
|       | Nordmazedonien          | 1      |
|       | Montenegro              | 1      |
|       | Ungarn                  | 1      |